# The dancer
|  | Denne artikel er oprettet af botten PalnaBot ud fra en ekstern database. Den kan derfor have sproglige fejl eller mangler. Denne skabelon kan fjernes efter kontrol af indholdet. |

The dancer er en kortfilm instrueret af Ramsin Dinkha efter manuskript af Ramsin Dinkha.

## Handling
Et kærestepar er strandet i midten af ingenting, med intet andet end en punkteret scooter og mindet om deres engang lykkelige forhold. Det ser sort ud, indtil en fremmed kommer forbi og danser for dem.